# Дмитровка (городской округ Чехов)
Дмитровка — деревня в Чеховском районе Московской области, в составе муниципального образования сельское поселение Любучанское (до 29 ноября 2006 года входила в состав Любучанского сельского округа), деревня связана автобусным сообщением с райцентром и соседними населёнными пунктами.

## Население
| 2002 | 2006 | 2010 |
| ---- | ---- | ---- |
| 92   | ↗95  | ↘69  |

## География
Дмитровка расположено примерно в 12 км (по шоссе) на северо-восток от Чехова, на безымянной речке бассейна реки Рожайка (правый приток реки Пахры), высота центра деревни над уровнем моря — 185 м. На 2016 год в Дмитровке зарегистрировано 3 садовых товарищества, через деревню проходит старое Симферопольское шоссе.